# Kråktjärnarna, Ångermanland
Kråktjärnarna är en sjö i Strömsunds kommun i Ångermanland och ingår i Ångermanälvens huvudavrinningsområde.